# Bệnh gan do rượu
Bệnh gan do rượu là một thuật ngữ bao gồm các biểu hiện gan của việc uống rượu quá mức, bao gồm gan nhiễm mỡ, viêm gan do rượu và viêm gan mãn tính do xơ hóa gan hoặc xơ gan.
Đây là nguyên nhân chính gây bệnh gan ở các nước phương Tây. Mặc dù nhiễm mỡ (gan nhiễm mỡ) sẽ phát triển ở bất kỳ cá nhân nào tiêu thụ một lượng lớn đồ uống có cồn trong một thời gian dài, quá trình này chỉ thoáng qua và có thể đảo ngược. Trong số tất cả những người nghiện rượu nặng mãn tính, chỉ 15-20% phát triển bệnh viêm gan hoặc xơ gan, có thể xảy ra đồng thời hoặc liên tiếp.
Cơ chế đằng sau điều này vẫm chưa được hiểu rõ hoàn toàn. 80% rượu đi qua gan được giải độc. Tiêu thụ rượu mãn tính dẫn đến sự tiết các cytokine gây viêm TNF-alpha, Interleukin 6 [IL6] và Interleukin 8 [IL8]), Ứng kích oxy hóa, peroxid hóa lipid và độc tính acetaldehyde. Những yếu tố này gây viêm, chết rụng tế bào và cuối cùng là xơ hóa của tế bào gan. Vẫn chưa rõ ràng tại sao điều này xảy ra ở một vài cá nhân. Ngoài ra, gan có khả năng tái tạo rất lớn và thậm chí khi 75% tế bào gan chết, nó vẫn tiếp tục hoạt động như bình thường.
Điều trị: Không uống rượu nữa là phần quan trọng nhất trong điều trị. Người bị nhiễm HCV mạn tính nên tránh uống rượu, vì nguy cơ gia tăng nhanh chóng bệnh gan.